# Joseph Otto Kolb
Pour les articles homonymes, voir Kolb.
Joseph Otto Kolb (né le 9 août 1881 à Seßlach, mort le 29 mars 1955 à Bamberg) est archevêque de Bamberg de 1943 à sa mort.

## Biographie
Joseph Otto Kolb va en tant qu'élève du séminaire mineur de Bamberg (de) au Nouveau lycée (de) et obtient l'abitur en 1901. Il étudie ensuite la philosophie et la théologie à l'université d'Innsbruck à partir de 1901 et poursuit ses études au Collège philosophique et théologique de Bamberg de 1902 à 1905. 
Après son ordination le 30 juillet 1905 à Bamberg, il est le premier chapelain à Schlüsselfeld jusqu'en septembre 1907 puis prêtre de l'église du château de Bayreuth (de). En septembre 1911, il est nommé inspecteur de l'Ottonianum et a aussi un poste de professeur de religion à temps partiel au Neues Gymnasium. Du 1er février 1924 jusqu'à sa nomination au chapitre de chanoines de Bamberg le 1er juillet 1935, il tient la paroisse de Sainte-Élisabeth à Nuremberg (de).
Kolb est nommé évêque titulaire de Velicia (de) le 10 août 1935, et en même temps évêque auxiliaire de Bamberg. Il est ordonné par Johann Jakob von Hauck le 13 octobre 1935 avec comme co-consécrateurs Ludwig Sebastian (de) et Matthias Ehrenfried. Il devient archevêque à la mort de son prédécesseur.
Il fonde la Fondation Saint-Joseph pour le logement social de l'Église et commence son épiscopat pendant le Troisième Reich et après la Seconde Guerre mondiale.

## Succession apostolique
Joseph Otto Kolb a ordonné les évêques suivants :
- Évêque Artur Michael Landgraf (de) (1943)
- Cardinal Joseph Schröffer (1948)
- Cardinal Julius August Döpfner (1948)